# Son Ji-chang
Đây là một tên người Triều Tiên, họ là Son.
Son Ji-chang (sinh ngày 20 tháng 2 năm 1970) là một ca sĩ, người viết nhạc và diễn viên người Hàn Quốc. Anh đóng trong phim truyền hình như Nhà của Mudong  (Năm 1991), Trận đấu Cuối cùng (Năm 1994), Ba (năm 2002), và Hàng Rào Hoa Hồng (2003). Anh cũng là thành viên của đôi âm nhạc The Blue.

## Giải thưởng và đề cử
| Năm  | Giải thưởng                     | Mục                         | Công việc được đề cử | Kết quả | Tham khảo |
| ---- | ------------------------------- | --------------------------- | -------------------- | ------- | --------- |
| 1993 | Giải thưởng Kịch KBS            | Giải thưởng phổ biến        |                      | Thắng   |           |
| 1993 | Giải thưởng Nghệ thuật Paeksang | Diễn viên mới xuất sắc nhất |                      | Thắng   |           |
| 1994 | Giải thưởng Âm nhạc KBS         | Nghệ sĩ trong năm           |                      | Thắng   |           |

## Vấn đề pháp lý
Tôn Chí Xương kiện hãng xe Tesla:
Theo tin Reuters, hôm thứ sáu, ngày 30 tháng chạp 2016, tài tử nổi tiếng Nam Hàn Tôn Chí Xương đã nộp đơn kiện hãng xe Tesla tại Tòa án Huyện Mỹ Quốc ở Tòa án Huyện Trung California.
Nguyên cáo kiện rằng chiếc xe chạy điện Tesla Model X đã bất thần đâm xuyên qua bức tường phía trong của nhà để xe và gây ra thiệt hại về thể chất lẫn tâm thần.
Nguyên cáo cũng nêu lên bảy vụ khiếu nại về sự-vọt-xe-ngoài-ý-muốn từ trong hồ sơ dữ liệu của Cơ Quan An Toàn Xa Lộ Quốc Gia Hoa Kỳ (NHTSA).
Tesla phân tranh các cáo buộc nói rằng các dữ kiện ghi chép ở trong xe cho thấy là ông nhà họ Tôn đã đạp bàn đạp cho xe vọt đụng chứ không phải là sự tự nhiên.
Cơ Quan An Toàn Xa Lộ Quốc Gia Hoa Kỳ (NHTSA) cảnh cáo rằng mỗi năm có khoảng 16.000 tai nạn xe cộ vì tài xế đạp lộn bàn đạp.
Hôm thứ sáu, ngày 31 tháng 3 năm 2017, hãng Tesla khẩn án xin bãi bỏ khoảng phân nửa các điều kiện cáo vì không có liên hệ đến sự bảo đảm.
Vụ kiện Tesla đã vu-khống và phỉ-báng bị Thẩm-Phán Hoa-Kỳ James. V. Selna loại-bỏ vì nguyên-đơn đã nộp trễ không đúng phép trong thời-kỳ một năm.  Thẩm-Phán cũng loại-bỏ vụ-kiện quảng-cáo sai-lầm và vi-phạm hợp-đồng bảo-đảm vì cái khả-năng phanh-thắng và cảnh-báo đụng-xe là cốt-ý làm cho xe được an-toàn hơn chứ không phải là để cấm-cản nguyên-đơn vọt-xe-một-cách-lầm-lộn.  Nguyên đơn có quyền nộp đơn sửa-đổi trong vòng 15 ngày bắt đầu từ ngày 15, tháng 4, năm 2019.